# Kōdai Sakamoto
Kōdai Sakamoto (japanisch 坂本 広大 Sakamoto Kōdai; * 20. September 1995 in Kumamoto, Präfektur Kumamoto) ist ein japanischer Fußballspieler.

## Karriere
Sakamoto erlernte das Fußballspielen in den Jugendmannschaften  von Sorezo Kumamoto und Roasso Kumamoto sowie in der Universitätsmannschaft der Chūkyō-Universität. Seinen ersten Vertrag unterschrieb er 2018 bei seinem Jugendverein Roasso Kumamoto. Der Verein, der in der Präfektur Kumamoto beheimatet ist, spielte in der zweithöchsten Liga des Landes, der J2 League. Am Ende der Saison 2018 stieg der Verein in die dritte Liga ab. Für Kumamoto bestritt er 28 Zweit- und Drittligaspiele. Im Januar 2021 unterschrieb er in Suzuka einen Vertrag beim Viertligisten Suzuka Point Getters.